# John Bowlby
Pour les articles homonymes, voir Bowlby.
Edward John Mostyn Bowlby est un médecin psychiatre et psychanalyste britannique, né à Londres le 26 février 1907 et mort sur l'île de Skye, en Écosse, le 2 septembre 1990. Il s'est particulièrement attaché à trouver l'origine des troubles comportementaux des enfants et des adolescents londoniens juste avant, pendant et après la Seconde Guerre mondiale. En reconstituant l'histoire de l'environnement familial des enfants perturbés, il découvre que les troubles infantiles proviennent fréquemment de la rupture prolongée de la relation entre la mère et son enfant au cours des cinq premières années de vie. Sa méthode d'observation systèmique est proche de celle des éthologues et tranche avec les méthodes et les concepts en usage chez les psychanalystes freudiens, qui n'ont pas manqué de le critiquer violemment. Cependant, sur la base de ses observations initiales et d'autres par la suite, il établit les bases de la Théorie de l'attachement. Avec Anna Freud, Donald Winnicott et René Spitz, il révolutionne la psychiatrie et la psychanalyse des enfants.

## Biographie
La famille Bowlby appartient à la classe aisée à Londres. Quatrième d’une fratrie de six enfants, John est élevé par une nourrice à la mode britannique de sa classe sociale. Il voit sa mère seulement une heure chaque jour après le « teatime » (collation de 16 heures), sauf pendant l'été où elle est davantage disponible. Comme beaucoup d'autres mères de l'époque, elle considère que l’attention et l'affection parentales sont néfastes pour les enfants.
Bowlby a la chance de bénéficier d'une nourrice attentionnée et aimante qui est sa véritable mère. Malheureusement, cette femme quitte la maison quand John n'a que quatre ans, ce que l'enfant vit comme un véritable arrachement, d'autant plus qu'il est confié à une nouvelle nourrice beaucoup moins chaleureuse. À sept ans, il est mis en pension dans un internat comme c'est l'usage en Angleterre à cette époque. C'est le début de la Première Guerre mondiale. Son père, Anthony Bowlby, chirurgien de la King's Household, est mobilisé et se trouve éloigné de sa famille. Comme il le signale dans le volume 2 de son livre Attachement et Perte (1972), John Bowlby écrit que cette période a été terrible pour lui. Il dira plus tard « qu'il n'enverrait pas son chien âgé de sept ans dans un internat ». Cependant, il écrit aussi ailleurs que l'internat pouvait être bénéfique pour éloigner les enfants d'un milieu familial toxique.
Bowlby commence en 1924, à 17 ans, des études précliniques et en psychologie à Trinity College (Cambridge), en vue d'être médecin comme son père. À part les études sur le développement, les autres matières l'intéressent peu. À la fin des trois ans du premier cycle des études médicales qu'il réussit brillamment, il fait une coupure et enseigne pendant deux ans dans diverses institutions. En particulier, il rencontre John Alford, un enseignant à Priority Gates, une école pour enfant handicapés mentaux, qui l'a convaincu de venir y enseigner. Cette expérience est déterminante pour lui : « Cela me convenait parfaitement parce que je trouvais cela intéressant. Quand j'ai été là-bas, j'ai appris tout ce que je sais. Cela a été les six mois les plus féconds de ma vie ». C'est dans cette école qu'il comprend que l'origine des problèmes des enfants et des adolescents doit être recherchée dans les traumatismes de la petite enfance et, spécialement, dans la rupture des liens d'affection et de confiance avec leur mère ou leur nourrice. 
En 1929, Il reprend ses études de médecine à l'hôpital d'University College de Londres, tout en commençant une formation psychanalytique, d'abord avec Joan Riviere, puis, pendant sept ans, avec Melanie Klein, qui est arrivée à Londres, venant de Berlin, quelques années auparavant, et dont les idées sur les troubles de la petite enfance ne s'accordent pas du tout avec celles de Bowlby. Après avoir soutenu sa thèse de médecine en 1933, Bowlby se spécialise en psychiatrie à l'hôpital Maudsley.
En 1937, il a 30 ans. Il obtient la qualification de psychanalyste et rejoint l'équipe de la London Child Guidance Clinic. Cette clinique, située à Islington, un quartier de Londres au Nord de la Cité, est un centre de consultations psycho-sociales ouvertes aux enfants (surtout adolescents) et à leurs parents. Les principaux problèmes rencontrés sont le retard mental, la nervosité, l'insomnie, la délinquance, les enfants ingérables, etc. En 1938, Bowlby se marie avec Ursula Longstaff, fille de chirurgien, avec qui il a quatre enfants.
En 1940, il est mobilisé dans le service médical de l'armée (Royal Army Medical Corps) avec le grade de lieutenant-colonel. La Child Guidance Clinic est évacuée à Cambridge à cause des raids aériens sur Londres. Bowlby fait des aller-retour fréquents entre Londres et Cambridge où il continue de suivre les enfants qu'il a en charge. Il est en contact avec Anna Freud et Dorothy Burlingham qui hébergent quatre-vingts très jeunes orphelins dans une grande maison à Hampstead et qui étudient leur comportement, tout en prenant soin d'eux. Il connait aussi les recherches de René Spitz sur les jeunes enfants en orphelinats. C'est pendant cette période que Bowlby rédige les résultats de ses observations auprès de jeunes délinquants londoniens, qui sont publiés à la fin de la guerre.
En 1946, il est chargé de créer le service de psychothérapie infantile à la clinique Tavitstock. En 1950, il accueille dans son service une jeune américaine, Mary Ainsworth, qui a fait une thèse à Toronto sur la théorie de la sécurité de William Blatz, selon laquelle tout être humain, au cours de sa petite enfance et de son enfance, a besoin de développer une confiance fondamentale en une personne de référence pour braver l'insécurité et explorer le monde. C'est une idée essentielle qui est intégrée dans la théorie de l'attachement.
En 1950, Ronald Hargreaves, psychiatre anglais, qui a brièvement travaillé à la clinique Tavitstock, et qui est le premier directeur de la section "Santé mentale" de l'Organisation Mondiale de la Santé, demande à Bowlby un rapport sur la manière de faire face aux 15 à 16 millions d'enfants orphelins européens qui souffrent de graves troubles du comportement. Le rapport de Bowlby est publié en 1951 et traduit en 14 langues. Il remporte un énorme succès : 400.000 exemplaires sont écoulés.
En 1952, John Bowlby et son confrère James Robertson produisent un film documentaire intitulé "Une enfant de deux ans va à l'hôpital" dans lequel on suit pas à pas l'évolution de la détresse d'une enfant normale au cours d'une hospitalisation banale de huit jours. Le film est violemment critiqué par les psychanalystes, notamment par Mélanie Klein. Mais il a un gros impact sur les soignants et le grand public si bien que l'idée s'impose de permettre aux mères de passer la nuit à l'hôpital avec leurs enfants hospitalisés pour diminuer le stress des enfants dû à la séparation.
En 1969, Bowlby publie le premier volume de son ouvrage majeur "Attachement et Perte" qui rencontre immédiatement l'hostilité du milieu psychanalytique qui contrôle aussi bien les nominations aux postes de psychiatrie dans les hôpitaux que les comités de lecture chez les éditeurs. Il faudra neuf ans pour que l'ouvrage soit traduit et publié en français.
John Bowlby meurt le 2 septembre 1990 dans sa maison de campagne sur l'Île de Skye en Écosse.

## Travaux

### Méthode: éthologie humaine
Il faut considérer que jusque dans les années 1940, il est entendu que la délinquance juvénile est due à des instincts d'immoralité et de perversion et que le traitement normal des enfants déviants est de les enfermer dans des bagnes ou des maisons de correction. La psychanalyse propose une prise en charge personnelle pour les enfants de classes aisées mais elle opère sur la base des idées de Sigmund Freud sur la sexualité infantile. De plus, il est admis que les facteurs héréditaires (génétiques) constituent la base de la personnalité humaine.
L'approche de Bowlby est révolutionnaire. Son expérience avec les enfants de l'école Priority Gates l'a convaincu que les évènements réels de leur vie sont à l'origine de leur comportement perturbé. Quand il arrive à la London Child Guidance Clinic, il s'emploie à reconstituer l'histoire de chaque enfant, de ses relations, ou de son absence de relations, avec ses proches. Adepte du Darwinisme, il est persuadé que l'état psychique présent d'un individu est le résultat d'une évolution et dont il importe de reconstituer les évènements significatifs pour espérer en corriger les effets. Il adopte donc une démarche d'observation des comportements des enfants, en accord avec la démarche que Charles Darwin expose dans L'Expression des émotions chez l'homme et les animaux. En fait, l'éthologie humaine, initiée par John Bowlby, Anna Freud et René Spitz, précède de quelques années l'éthologie animale moderne, développée dans les années 1940-1950 avec les études de Konrad Lorenz sur les oies et celles de Harry Harlow sur les bébés singes.

### Quarante-quatre jeunes voleurs
C'est à la London Child Guidance Clinic que Bowlby réalise son premier travail scientifique sous la direction de Cyril Burt, professeur de psychologie à University College Medical School. Il constitue au fil des ans deux cohortes de quarante-quatre jeunes avec des difficultés relationnelles, voleurs d'un côté et non délinquants de l'autre. Pour chacun, il consigne son histoire et l'histoire de son environnement familial et scolaire. Il ne se contente pas d'analyser les dires ou les souvenirs des jeunes, comme c'est la coutume des psychanalystes à l'époque, en cherchant l'origine de leur problèmes dans leurs fantasmes et les conflits internes à leur subconscient. Il cherche d'emblée la source de leurs troubles dans les interactions, ou l'absence d'interactions, avec les personnes de leur entourage. Il remarque d'abord que ce qui différenciait les deux groupes, est l'indifférence affective des voleurs: ils ne paraissent affectés ni par leurs actes ni par les punitions qu'ils entrainent. Les parents des deux cohortes ont tous rencontré des difficultés sociales et affectives. Bowlby remarque que, dans le groupe des voleurs, dix-sept jeunes ont été soumis à une période de séparation prolongée de leur mère pendant leur petite enfance, alors que, dans le groupe des enfants non délinquants, il n'y avait eu que deux séparations précoces. Cette observation conduit Bowlby à accorder une importance primordiale au lien établi entre une mère et son enfant, et à attribuer l'origine des troubles à long terme du comportement à la rupture prolongée de ce lien au cours des cinq premières années de vie. Cette étude fait l'objet d'une publication qui a un grand retentissement malgré la critique des psychanalystes qui considère la thèse de Bowlby comme une hérésie par rapport à l'orthodoxie freudienne. Certains allant jusqu'à parler de « Ali Bowlby et ses quarante voleurs » et à déconseiller de faire une psychanalyse avec lui.

### Soins maternels et santé mentale - Rapport pour l'OMS
En 1950, le Conseil Économique et Social des Nations-Unies décide d'entreprendre une étude sur « les besoins des enfants sans foyer, orphelins ou séparés de leur foyer qui doivent être confiés à des foyers nourriciers, à des institutions ou à d'autres organisations d'assistance collective ». L'OMS propose de se charger de la partie de l'étude qui concerne la santé mentale et confie la tâche à John Bowlby. À cette fin, Bowlby visite ses confrères en France, en Suède, en Suisse, aux Pays-bas, aux États-Unis et, bien sûr, en Grande Bretagne. Il constate un large consensus pour reconnaitre que la carence d'affection maternelle dans la petite enfance est une des causes primordiales des troubles infantiles du comportement.

« Notons seulement ici un principe auquel on accorde une importance fondamentale pour la santé mentale : le nourrisson et le jeune enfant devront avoir été élevés dans une atmosphère chaleureuse et avoir été unis à leur mère (ou à la personne faisant fonction de mère) par un lien affectif intime et constant, source pour tous deux de satisfaction et de joie. Grâce à ce lien affectif, les sentiments d'angoisse et de culpabilité, dont le développement exagéré caractérise la perturbation de la santé mentale, seront canalisés et ordonnés. [...] La complexité, la richesse et les bénéfices de ces liens affectifs tissés entre la mère et l'enfant au cours des premières années, et dont l'aspect est modifié à l'infini par les relations avec le père et les frères et sœurs, président, selon les psychiatres d'enfants, au développement du caractère et de la santé mentale. On désigne sous le nom de carence en soins maternels une situation où l'enfant ne jouit pas de ce lien affectif. »

John Bowlby fustige particulièrement les orphelinats dans lesquels il n'existe aucune personne déterminée, chargée de s'occuper individuellement de chaque enfant et susceptible de faire naître chez lui un sentiment de sécurité.

« Les théories situant l'origine des troubles mentaux dans ces intimes évènements familiaux sont évidemment en opposition marquée avec les théories de l'école psychiatrique allemande. Ces dernières mettent l'accent sur les facteurs constitutionnels et héréditaires qui parfois évoquent la notion calviniste de prédestination. Il suffit d'indiquer qu'il n'existe pas de preuves en faveur de ces thèses extrémistes et que l'importance relative des facteurs hérédité et milieu reste encore à déterminer. »

### Documentaires filmés avec James Robertson
James Robertson, qui est un travailleur social et un psychologue, qui n'a aucune formation ni habitude du cinéma, se procure une caméra et du film pour enregistrer des enfants hospitalisés. Son but est de pouvoir analyser leurs réactions comportementales au stress de la séparation d'avec leur mère, à tête reposée, à distance de l'empathie naturelle de l'observateur et de la non empathie professionnelle des soignants, comme il l'explique dans le petit article accompagnant le documentaire. Les auteurs démontrent ainsi que, lorsqu'un jeune enfant est séparé de sa mère pendant une période d'hospitalisation, il passe par trois phases successives quand la séparation se prolonge : D'abord protestation, puis désespoir et enfin détachement. Dans la phase de protestation, l'enfant manifeste son désarroi en pleurant, en criant et en appelant sa mère. Si la séparation est brève, les choses rentrent dans l'ordre sans séquelles. Si la séparation dure, l'enfant sombre dans le désespoir et devient apathique. Il est calme et triste. Il perd intérêt pour ce qui se passe autour de lui. Quand il retrouve sa mère, il tend à coller à elle et à rester triste et peureux. Avant de revenir à une attitude normale, il lui faut manifester sa mauvaise humeur contre le sort qu'il a subi. Quand la séparation se prolonge, l'enfant entre dans la troisième phase, le détachement. Après son retour à la maison, il fait comme si sa mère n'existait pas et comme si rien ne lui importait. Ses relations avec les autres restent superficielles. C'est l'état le plus difficile à corriger. Ces observations ont contribué à la théorie de l'attachement exposée dans Attachement et Perte.

### Trilogie Attachement et Perte
Avant la publication des trois volumes d'Attachement et Perte en 1969, 1972 et 1980, les principaux traits de la théorie de l'attachement, élaborés à partir de l'éthologie et de la psychologie du développement, sont présentés sous forme de trois communications, maintenant classiques, à la Société britannique de psychanalyse : La nature du lien de l'enfant à sa mère (1958), Séparation et anxiété (1959) et Chagrin et deuil dans la première enfance (1960). Bowlby rejette les explications freudienne de l'amour de l'enfant pour sa mère et, réciproquement, les psychanalystes rejettent sa théorie de l'attachement. À la même période, son ancienne collègue Mary Ainsworth termine une étude sur la nature des attachements infantiles en Ouganda, en utilisant l'approche éthologique de Bowlby. Les résultats de ces recherches contribuent grandement au socle des évidences de la théorie de l'attachement présentée par Bowlby à partir de 1969. Une nouvelle édition d'Attachement et Perte, publiée en 1982, intègre d'autres données plus récentes.
Selon Bowlby, les enfants cherchent à s'attacher à une personne en qui ils ont confiance pour les protéger de la peur de l'inconnu perçu comme dangereux, ce qui peut être interprété comme un instinct basique de survie. Ils ont besoin de cette base de sécurité pour pouvoir explorer le monde. Les enfants s'attachent aux adultes qui répondent à leur demande d'interactions et de sécurité et ces liens sont particulièrement critiques entre l'âge de six mois et l'âge de deux ans.

« Après sept mois, alors que l'enfant différencie de mieux en mieux les personnes qui lui sont étrangères ou familières, il commence à développer une relation d'attachement, franche et sélective, à une personne spécifique. La figure d'attachement est la personne vers laquelle l'enfant dirige son comportement d'attachement. Est susceptible de devenir une figure d'attachement tout adulte (dans les conditions normales) qui s'engage dans une interaction sociale et durable animée avec le bébé, qui répondra facilement à ses signaux et ses approches. »

Les réponses parentales aux besoins des enfants conduisent au développement de réseaux d'attachement qui, à leur tour, conduisent à la formation de modes opératoires internes qui guideront les émotions, les pensées et les relations sociales. Plus spécifiquement, Bowlby explique dans son ouvrage que tout humain développe un mode opératoire interne envers soi et un mode opératoire interne envers les autres. Ces modes opératoires se construisent au cours des relations avec la première personne qui prend soin de lui (la figure d'attachement primaire). Le mode opératoire envers soi déterminera la confiance de l'individu envers lui-même et son degré d'indépendance vis-à-vis des autres. Le mode opératoire envers les autres marquera la manière dont l'individu abordera les autres et s'engagera dans les relations sociales : engagement ou retrait. Dans son approche, Bowlby considère que l'enfant a besoin d'une relation sécurisée avec une figure d'attachement adulte sans quoi son développement émotionnel et social sera perturbé.

### Évolution ultérieure de la théorie de l'attachement
John Bowlby se focalise dans ses premières recherches sur la nécessité pour un enfant d'avoir une relation intime, chaleureuse et permanente avec sa mère, ou sa nourrice, et que, à défaut, il souffrira de troubles importants et irréversibles. Cependant cette conception de l'exercice de l'amour maternel se heurte aux conditions sociologiques de l'après guerre. Pendant la guerre, les femmes ont pris la place des hommes pour faire fonctionner le pays dans tous les domaines, agriculture, industrie, administration, transport, services, etc. Elles se sont découvert des compétences et une autonomie nouvelles. Il leur est extrêmement difficile de redevenir femmes au foyer selon le modèle patriarcal ancien que suppose les propositions de John Bowlby. D'autre part, si le rapport de Bowlby a eu un énorme succès qui a permis d'améliorer les conditions d'accueil des enfants séparés de leurs parents, il a aussi donné lieu à des interprétations abusives. De plus, la recherche s'est enrichie de nouvelles observations. Si bien que l'OMS demande à Bowlby de réévaluer ses conceptions de 1950. Ce qui est fait en 1962 par la publication d'un livret rassemblant plusieurs contributions dont celle de sa collaboratrice Mary Ainsworth.
Par la suite, la théorie de l'attachement est reformulée par Michael Rutter, pédopsychiatre et directeur de la clinique Tavitstock à partir de 1966. Rutter montre, en 1972, à partir de nouvelles observations, que Bowlby n'a que partiellement raison, d'une part, parce que le rôle de la mère peut être tenu par une autre personne et que d'autres personnages de l'entourage ont un rôle dans la sécurisation du bébé et, d'autre part, parce qu'il y a d'autres causes engendrant des troubles du comportement, notamment le dysfonctionnement de la famille et la maltraitance. Ces mises au point aboutissent à classer la perte précoce du lien maternel comme un facteur de vulnérabilité parmi d'autres.

### Critiques des thèses de Bowlby
Mélanie Klein, qui a été la superviseure de Bowlby en psychanalyse, considère son approche comme exotique et pas sérieuse. Pour elle, tous les problèmes psychiques des enfants sont issus de leurs fantasmes et des conflits internes à leur subconscient. Pour d'autres, les explications basées sur les anomalies du développement sont irrecevables parce qu'étrangères aux conceptions psychanalytiques de l'époque.
Margaret Mead n'est pas convaincue du caractère indispensable de la mère, ou d'une nourrice de substitution. Elle ajoute que l'attachement est une théorie inventée par les hommes pour empêcher les femmes de travailler. Elle pense qu'un groupe social suffit, ce qui semble confirmé par les recherches sur les sociétés asiatiques ou africaines. Selon un proverbe africain: « il faut tout un village pour élever un enfant ».
Voici ce que dit Bowlby de la réception de ses publications :

« Certains groupes ont reçu [mes observations] avec grand enthousiasme, d'autres étaient mitigés et d'autres hostiles. Chaque profession a réagi différemment. Les travailleurs sociaux les ont prises avec enthousiasme ; les psychanalystes avec précaution et les pédiatres, à ma grande déception, furent initialement hostiles mais se sont finalement laissés convaincre et sont devenus de fervents supporteurs. Les psychiatres pour adultes sont restés totalement à l'écart, totalement ignorants, totalement non intéressés. »

### Influence en France
Avant que les travaux de Bowlby ne soient connus en France, Jenny Aubry, qui est la seconde femme docteure en médecine des hôpitaux de Paris, identifie les dégâts provoqués par la carence en soins maternels dès 1946. « Notre expérience continue depuis dix ans a renforcé notre opinion concernant la gravité et l'irréversibilité des formes graves et continues de carences survenues entre 3 et 15 mois. Les déficiences et les anomalies du développement physique et psychique de ces enfants ballotés d'hôpital en institution, n'ayant eu de leur famille que des soins matériels médiocres, peu d'affection et, en tout cas, jamais de sécurité et de stabilité. »
Pour Boris Cyrulnik, « celui qui a le plus nettement modifié par culture psy des années 1970, c'est René Zazzo, qui a fait entrer l'attachement dans les universités ». Ce dernier a notamment organisé un colloque rassemblant des chercheurs de différentes spécialités, vétérinaires, éthologues, neurologues, psychanalystes, dont les communications sont rassemblées dans un ouvrage qui a beaucoup de succès. Serge Lebovici a participé à l'ouvrage de l'OMS Privation de soins maternels. Une réévaluation, en 1962, avec une communication intitulée "Aperçu des recherches sur la notion de carence maternelle" . Après un séminaire à l'hôpital de Bobigny, il publie un livre qui fait aussi date dans les années 1980. Boris Cyrulnik lui-même, ainsi qu'Hubert Montagner et Jacques Cosnier contribuent à répandre en France la théorie de l'attachement. Sur la base de ces travaux, Simone Veil initie, en 1975, un programme de formation pour les personnels engagés dans les pouponnières, insistant sur la qualité des soins délivrés aux enfants dans ces services. En septembre 2019, une commission de 18 experts se réunit, à l'initiative du Président de la République, pour proposer une politique à mener vis-à-vis des 1000 premiers jours des enfants et de leurs parents. Cette commission remet en septembre 2020 un rapport dans lequel les concepts fondamentaux et les préconisations s'inscrivent dans la continuité de la théorie de l'attachement de John Bowlby.

« Les 1000 premiers jours de l'enfant constituent aujourd'hui un concept incontournable pour de nombreux scientifiques afin de souligner cette période clé pour tout individu. En effet, il s'agit d'une période sensible pour le développement et la sécurisation de l'enfant, qui contient les prémisses de la santé et du bien-être de l'individu tout au long de sa vie [...] La période recèle des enjeux considérables pour la société dans son ensemble et doit intéresser les pouvoirs publics. Garantir la bonne santé et le développement des enfants aujourd'hui, c'est agir pour les parents, les citoyens et la société de demain. »

### Biographie de Darwin
À la fin de sa vie, Bowlby écrit une biographie de Charles Darwin, qui n'est publiée qu'en 1991, après sa mort. Il a toujours été inspiré et fasciné par les écrits de Darwin et par le fait qu'il ait perdu sa mère à l'âge de huit ans et ait été mis aussitôt en pension, une enfance qui ressemblait à la sienne. Il se demande si la mauvaise santé de Darwin n'était pas psychosomatique et n'avait pas pour origine les traumas de son enfance et, peut-être même, celle de ses parents et de ses grands-parents. C'est un exemple de la manière dont Bowlby analysait le contexte proche et lointain d'un individu pour le comprendre.

« En vue d'avoir une compréhension claire des relations existant entre les membres d'une famille quelconque, il est souvent éclairant d'examiner comment le réseau des relations familiales a évolué. Ceci conduit à étudier les générations antérieures, les catastrophes et les autres évènements qui ont pu affecter leurs vies et affecter le réseau des relations familiales. Dans le cas de la famille dans laquelle a grandi Darwin, je pense qu'une telle recherche serait amplement récompensée. Rien que pour cela, il faudrait démarrer avec la génération de ses grands-parents. »

### Traductions françaises
- John Bowlby, Attachement et perte, vol. 1 : L'attachement, Paris, PUF, 2002, 540 p. (ISBN 978-2-13-052922-4)
- John Bowlby, Attachement et perte, vol. 2 : La séparation - Angoisse et colère, Paris, PUF, 2007, 557 p. (ISBN 978-2-13-056126-2)
- John Bowlby, Attachement et perte, vol. 3 : La perte - Tristesse et dépression, Paris, PUF, 2002, 604 p. (ISBN 978-2-13-052-923-1)
- John Bowlby, Charles Darwin. Une nouvelle biographie, Paris, PUF, 1995, 544 p. (ISBN 978-2-130-46238-5)
- John Bowlby, Le lien, la psychanalyse et l'art d'être parent, Paris, Albin Michel, 2011 (ISBN 978-2226208927)
- John Bowlby, Amour et rupture. Les destins du lien affectif, Paris, Albin Michel, 2014 (ISBN 978-2-226-25372-9)